# Nicolas Pietkin
Pour les articles homonymes, voir Pietkin.
Nicolas Pietkin, né à Malmedy le 6 décembre 1849, décédé à Malmedy le 9 janvier 1921, est un prêtre et militant wallon.
Le traité de Vienne avait coupé en deux le territoire de la vieille principauté de Stavelot-Malmedy adoptant comme critères de la division les limites des diocèses de Liège et Cologne. Si Stavelot fut placé dans les Pays-Bas de 1815 puis en Belgique après 1830, il n'en fut pas de même pour la ville wallonne de Malmedy qui devint une ville du Royaume de Prusse. Au départ, les Wallons de Malmedy jouirent d'un régime de grande liberté sur le plan de la langue et de la religion. Pietkin fait ses études aux collèges de Malmedy et de Neuss puis à l'université de Bonn. Il est ordonné prêtre à Cologne en 1875.
Pour éviter les excès du Kulturkampf déclenché par Otto von Bismarck, il s'exile et vit comme précepteur dans diverses familles de Belgique et de France. Puis il décide de rentrer chez lui, bien décidé à défendre la langue française. Il est désigné par l'archevêque de Cologne comme prêtre à Sourbrodt (1879) en vue d'y aider un vieux pasteur octogénaire, et il sert comme curé au départ dans l'illégalité avant d'être reconnu administrateur de la paroisse en 1884, enfin curé en 1889. 
Comme les autres curés de la région, il s'obstine à organiser tout en français (sermons, catéchisme, chants), pour résister à la politique officielle de germanisation, cela tout en exerçant son ministère sans exclure ses paroissiens de langue allemande, notamment ceux venus s'installer au camp d'Elsenborn tout proche. Lorsque la pression se fera plus forte contre la langue française, il passe au wallon. Il publie dans la revue Wallonia de Liège en 1904 La germanisation de la Wallonie prussienne (Ce texte fut republié en 1921 dans la revue La Vie wallonne (no 6 du 15/02/1921 qui lui consacre 28 pages d'hommage).
Le 10 août 1914, peu après le déclenchement de la Première Guerre mondiale, il est arrêté et brutalisé par les Allemands, détenu plusieurs jours en raison de ses sympathies francophiles et wallonnes. Il ne survivra que de trois années à ce qu'il considère comme la libération de son terroir, soit sa réunion à la Belgique. 

L'Assemblée wallonne décida de lui élever un monument à la suite d'une souscription rédigée dans les termes suivants :
«  Une nation ingrate envers ceux qui l'illustrèrent et la défendirent est une nation mourante. mais les Wallons n'oublieront jamais que l'abbé Pietkin refusa honneurs et prébendes, offerts par l'ennemi, afin de pouvoir mieux défendre notre sainte cause wallonne ... Malmedy, la ville natale du défunt héros, de commune entente avec l'Assemblée wallonne et l'Union nationale wallonne s'apprête à ériger au plus noble de ses fils, un monument digne de lui. »

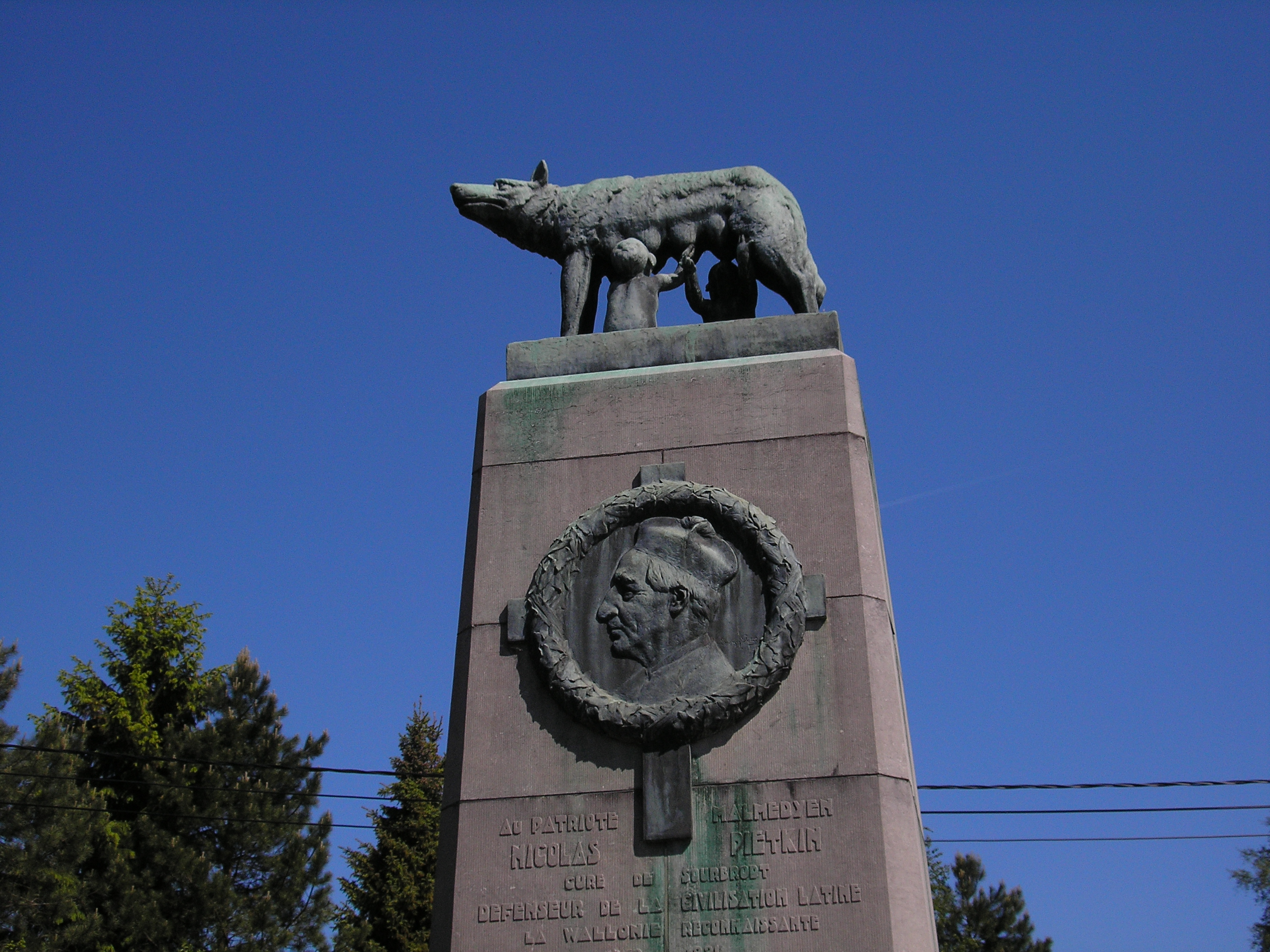
Le monument érigé à la mémoire de Nicolas Pietkin à Sourbrodt

Ce monument de sept mètres de haut représente la louve allaitant Rémus et Romulus (œuvre de Georges Petit), symbole de la civilisation latine. Sur la partie inférieure du monument, orné d'une croix et entouré de chêne et de laurier, figurent, en un médaillon d'un mètre de diamètre, les traits de Pietkin. La stèle est inaugurée le 3 octobre 1926 dans un climat passionné. En effet, une partie du clergé proteste contre l'architecture du monument et son caractère païen. À l'initiative de l'abbé Toussaint relayé un temps par La Libre Belgique et La Gazette de Liège, une manifestation d'opposition aux jumeaux tétant la louve est organisée : "immorale", "indécente", "païenne", les qualificatifs employés pour désigner la stèle cachant mal la germanophilie de l'abbé Toussaint. Celle-ci dénoncée, plusieurs membres du clergé malmédien se rétractent... L'inauguration du monument devient le rappel de la mémoire d'autres résistants de la culture wallonne à Malmédy.
Durant la Seconde Guerre mondiale, le monument est endommagé par des habitants pro-nazis de la région (hiver 1940). Il est restauré après la guerre et inauguré une nouvelle fois le 2 juin 1957.